# Koldmose
Koldmose (tot 2010:Koldmose Kirkedistrikt) is een parochie van de Deense Volkskerk in de Deense gemeente Brovst. De parochie maakt deel uit van het bisdom Aalborg en telt 401 kerkleden op een bevolking van 401 (2004).
Aaby · Alstrup · Bejstrup · Biersted · Brovst · Fjerritslev · Gjøl · Gøttrup · Haverslev · Hjortdal · Hune · Ingstrup · Jetsmark · Kettrup · Klim · Koldmose · Kollerup · Langeslund · Lerup · Øland · Øster Svenstrup · Saltum · Skræm · Torslev · Tranum · Vedsted · Vester Hjermitslev · Vester Torup · Vust